# 蘇盧赫河
13°38′53″N 39°24′54″E / 13.648°N 39.415°E

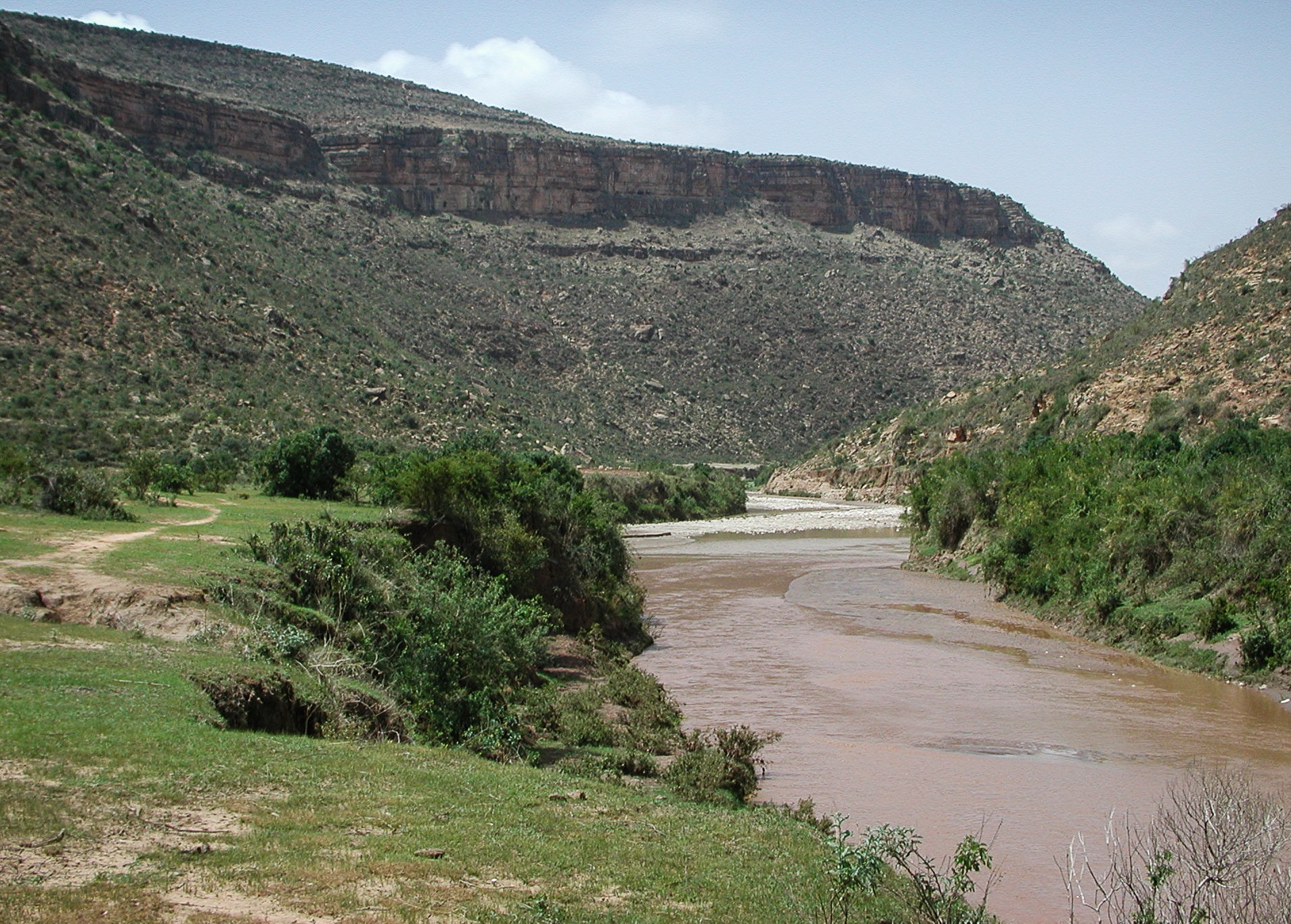

蘇盧赫河是埃塞俄比亞的河流，位於該國北部，處於提格雷州，屬於吉巴河的支流，河道全長87公里，流域面積969平方公里，河床上的巨石和鵝卵石可能來自流域上游。